# Oleg Riachowski

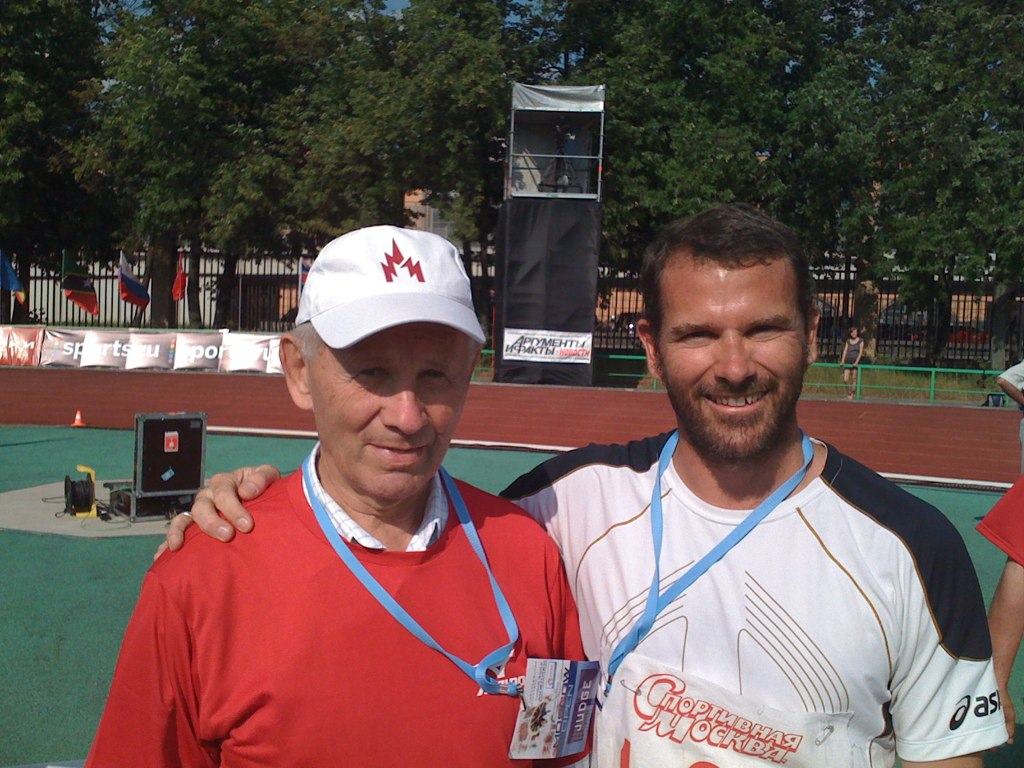
Po lewej Oleg Ryakhovskiy po sędziowaniu dziennikarskiego konkursu skoku w dal z miejsca podczas Moscow Open 2009

Oleg Anatoljewicz Riachowski (ros. Олег Анатольевич Ряховский, ur. 19 października 1933 w Taszkencie, zm. 16 grudnia 2023) – rosyjski naukowiec, profesor nauk technicznych, w młodości radziecki lekkoatleta, specjalista trójskoku, medalista mistrzostw Europy z 1958 i były rekordzista świata.
28 lipca 1958 w Moskwie ustanowił rekord świata w trójskoku wynikiem 16,59 m. Rekord ten przetrwał do maja 1959, kiedy to poprawił go Oleg Fiedosiejew.
Riachowski zdobył srebrny medal w tej konkurencji na mistrzostwach Europy w 1958 w Sztokholmie, przegrywając jedynie z Józefem Szmidtem. Kontuzja uniemożliwiła mu start na igrzyskach olimpijskich w 1960 w Rzymie.
Zdobył złoty medal w trójskoku na uniwersjadzie w 1959 w Turynie i srebrny medal na uniwersjadzie w 1961 w Sofii. Zwyciężył również w Akademickich Mistrzostwach Świata w 1957 w Paryżu i Akademickich Mistrzostwach Świata (UIE) w 1959 w Wiedniu.
Był mistrzem ZSRR w trójskoku w 1957 i 1958, wicemistrzem w 1959 oraz brązowym medalistą w 1960.
Ukończył studia w Instytucie Politechnicznym w Taszkencie. Później pracował w Moskiewskim Państwowym Uniwersytecie Technicznym im. N.E. Baumana zdobywając stopnie kandydata nauk i doktora nauk. Uzyskał tytuł profesora nauk technicznych.